# Juan Antonio González Montero
Juan Antonio González Montero (Cuéllar, 12 de junio de 1776 – siglo XIX) fue un religioso y escritor español que alcanzó el cargo de predicador de Su Majestad.

## Biografía
Nació en la villa segoviana de Cuéllar el 12 de junio de 1776 siendo hijo de Nicolás y Ángela. Cursó sus primeras letras en el Estudio de Gramática de Cuéllar y a los once años dominaba el latín, complementando sus estudios con la cátedra de filosofía existente en el monasterio de San Francisco de Cuéllar. Pasó después a los seminarios de Segovia, siendo ordenado sacerdote, y Valladolid, consiguiendo el grado de bachiller en teología, y finalmente a Ávila, donde completó el grado de licenciado y doctor en la misma materia.
Desempeñó por un tiempo el cargo de cura del municipio de Hontalbilla (Segovia), y posteriormente fue penitenciario en Ávila y Segovia, y rector de este último seminario. Finalmente obtuvo el cargo de predicador de Su Majestad, gracias a lo que publicó varios tomos de sermones. Fue tío del también religioso y escritor segoviano Tomás Baeza González.